# Esperança de vida del gat
L’esperança de vida del gat que viu a l'interior d'un domicili és d'uns 15,1 anys. L'envelliment dels gats és el procés pel qual els gats canvien al llarg de la seva vida natural. La vida normal dels gats domèstics és d'entre 13 i 20 anys. Quan els gats arriben a la vellesa senescent experimenten canvis previsibles en la salut i el comportament. Les malalties dentals i la pèrdua de l'olfacte són freqüents a mesura que els gats envelleixen, afectant els hàbits alimentaris. L'artritis i la sarcopènia també són freqüents en gats grans. Com la salut d'un gat es veu afectada per l'envelliment es pot gestionar mitjançant modificacions en la dieta d'un gat, ajustaments d'accessibilitat i estimulació cognitiva.
En un estudi, les causes de mort més freqüents van ser traumatismes (12,2%), malalties renals (12,1%), neoplàsies (10,8%) i lesions encefàliques inespecífiques (10,2%). Un 11,2% de morts s'atribueixen a malalties sense especificar.
De mitjana, les gates sobreviuen als mascles, mentre que els gats castrats sobreviuen als gats sense castrar i els creuats als de raça pura. Com més gran és el pes d'un gat, menor és la seva esperança de vida.
Tot i que la longevitat normal varia entre 12 i 16 anys, alguns gats poden assolir i superar els 21 anys. Segons l'edició de 2010 del Llibre dels Rècords Guinness, el gat més longeu registrat va ser Creme Puff, que va morir el 2005, a l'edat de 38 anys i 3 dies.

## Comparació amb l'edat humana
L'edat d'un gat d'un any és comparable a la d'un ésser humà de 15 anys. La seva comparació amb l'edat humana no és lineal, progressivament l'equivalència decreix, com s'il·lustra en el diagrama següent, de manera que 15 anys de la vida d'un gat serien equivalents a entre 75 i 80 de la vida d'un humà.

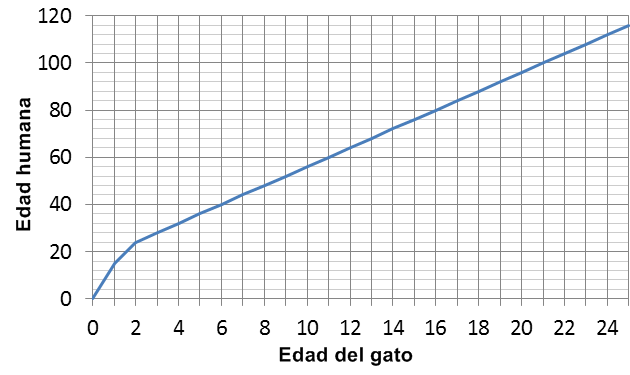